# شینگ‌ماهی پاناما
شینگ‌ماهی پاناما (نام علمی: Parapsettus panamensis) نام یک گونه از تیره شینگ‌ماهیان است.